# Podolí (Uherské Hradiště-i járás)
Podolí település Csehországban, a Uherské Hradiště-i járásban. Podolí Popovice, Veletiny, Vlčnov, Uherské Hradiště és Hluk településekkel határos. Lakosainak száma 896 fő (2024. január 1.).

## Népesség
A település lakosságának változását az alábbi diagram mutatja:
| Lakosok száma | 472  | 540  | 700  | 821  | 790  | 768  | 855  | 878  | 890  | 896  |
|               | 1869 | 1890 | 1921 | 1950 | 1980 | 2001 | 2017 | 2019 | 2022 | 2024 |